# Martino de Porres
San Martín de Porres Velázquez, o de Porras Velázquez (Lima, 9 dicembre 1579 – Lima, 3 novembre 1639), è stato un religioso peruviano dell'ordine dei Domenicani. Fu il primo santo mulatto delle Americhe. È popolarmente conosciuto anche come "Martino della Carità" e "santo della scopa" per via del fatto che è spesso rappresentato con una scopa in mano, simbolo della sua umiltà. Beatificato da papa Gregorio XVI nel 1837, fu canonizzato da papa Giovanni XXIII nel 1962.

## Biografia

### Infanzia e prima adolescenza
Nacque a Lima nel viceregno del Perù nel 1579 e fu battezzato nella chiesa di San Sebastiano il 9 dicembre, allo stesso fonte battesimale di santa Rosa da Lima. Il padre, Juan de Porras de Miranda, era un nobile spagnolo, cavaliere dell'Ordine di Alcántara. La madre, Ana Velázquez, era un'ex schiava d'origine africana che risiedeva a Lima. 
Il padre, a causa della sua povertà, non poteva sposarsi con una donna del suo stesso rango ma prese Ana Velázquez come concubina. Da questa relazione nacque, oltre a Martín, la sua unica sorella, Juana de Porres Velázquez (1581). 
Ana impartì un'accurata formazione cristiana ai suoi due figli. Juan, inviato a Guayaquil per incarichi di governo, provvedeva al loro mantenimento a distanza. Vista la situazione precaria in cui stavano crescendo, senza padre né insegnanti, decise di riconoscerli come figli propri davanti alla legge. 
Da giovinetto, per guadagnarsi un po' di soldi, Martín cominciò a lavorare come garzone presso un barbiere, poi pian piano apprese qualche nozione di chirurgia, che in seguito lo rese un valido infermiere. 

### Vita religiosa
Nel 1594, all'età di quindici anni, su invito di fra Juan de Lorenzana, teologo e uomo di grande virtù, entrò nell'ordine domenicano in qualità di "donato": in cambio dell'alloggio, prestava la propria opera come domestico, svolgendo le mansioni più umili. Malgrado la contrarietà del padre, perseverò nella sua vocazione e nel 1606 divenne frate. 
Fra tutte le virtù che possedeva, spiccava soprattutto l'umiltà che gli faceva anteporre le necessità altrui alle proprie. In un'occasione, il suo convento si trovò in serie difficoltà economiche e il priore fu sul punto di cedere alcuni oggetti di valore: ma Martino si offrì di essere venduto come schiavo, in modo che il ricavato della vendita aiutasse il convento. Il priore, commosso, rifiutò l'offerta. 
Esercitò costantemente la sua vocazione pastorale e missionaria; insegnava la dottrina cattolica ai neri, agli indigeni e ai campagnoli che lo ascoltavano per la strada e nelle fattorie vicine alle proprietà dell'Ordine a Limatambo. La povertà e l'abbandono morale di questa gente lo preoccupava; fu così che con l'aiuto di vari cittadini facoltosi - tra i quali il viceré del Perù in persona - fondò l'Asilo e Scuola di Santa Cruz per radunare tutti i vagabondi, orfani e mendicanti e aiutarli a uscire dalla loro penosa situazione. Benché desiderasse partire come missionario alla volta dell'Oriente, in particolare del Giappone, i superiori preferirono tenerlo in patria.
Conduceva una vita molto frugale. Dormiva solo due o tre ore, per lo più nel pomeriggio, e usava sempre lo stesso abito da frate. Una volta che il priore lo obbligò a ricevere un abito nuovo e un altro frate si felicitò con lui, Martino rispose, sorridendo: «Allora con questo mi devono seppellire», ed effettivamente così accadde.
Martino fu amico e confidente di san Giovanni Macías, anch'egli frate cooperatore domenicano. Si sa che conobbe pure santa Rosa da Lima, terziaria domenicana. La sua personalità carismatica fece sì che fosse ricercato da persone di tutte le classi sociali: alti dignitari della Chiesa e del governo, ricchi e poveri, gente semplice: tutti trovavano in Martino sollievo alle proprie necessità spirituali o materiali. Molti malati, quando sentivano di essere gravi, come prima cosa chiedevano: «Che venga il santo fratello Martino». Il suo amore e aiuto incondizionato al prossimo gli diede già in vita fama di santità.
È ricordato anche per i molteplici doni di grazia, fra i quali la bilocazione, la profezia e la scienza infusa. Fu devotissimo dell'Eucaristia.

### Morte
Giunto quasi all'età di sessant'anni, Martino si ammalò e annunciò che era giunta l'ora di incontrarsi con il Signore. La notizia causò profonda commozione nella città di Lima. Tanta era la venerazione per questo semplice mulatto che il viceré del Perù venne a baciargli la mano sul letto di morte, chiedendogli di vegliare su di lui dal Cielo.
Martino chiese ai confratelli, addolorati, che intonassero a voce alta il Credo e, mentre lo dicevano, morì. Era il 3 novembre del 1639. Tutta la città volle salutarlo per l'ultima volta, senza distinzione di ceto. Alte autorità civili ed ecclesiastiche lo portarono a spalla fino alla cripta e fecero suonare le campane a morto. La devozione popolare si manifestò in modo così forte che le autorità si videro costrette a seppellirlo rapidamente. 
I suoi resti riposano nella Basilica e convento di San Domenico a Lima, vicini alle spoglie di santa Rosa da Lima e san Giovanni Macías.

## Miracoli
I racconti dei miracoli attribuiti alla sua intercessione sono numerosi e sorprendenti. Diversi casi furono presentati, sotto forma di testimonianze giurate, nel processo diocesano (1660-1664) e nel processo apostolico (1679-1686) che furono aperti per promuovere la sua causa di beatificazione. Buona parte di queste testimonianze provengono dai medesimi frati domenicani che vivevano con lui, però ad esse si aggiungono resoconti fatti da molte altre persone: Martino aveva infatti rapporti con gente di tutte le classi sociali.
Gli si attribuisce il dono della bilocazione. Senza uscire da Lima, si dice che fu visto in Messico, in Africa, in Cina e in Giappone mentre incoraggiava i missionari che si trovavano in difficoltà o curava ammalati. Mentre restava chiuso nella sua cella, lo videro accostarsi al capezzale di alcuni moribondi per consolarli o curarli. Molti lo videro entrare e uscire a porte chiuse. In alcune occasioni usciva dal convento per occuparsi di un malato grave e poi rientrava senza avere con sé le chiavi e senza che alcuno gli aprisse. Interrogato su come facesse, rispose: «Ho i miei sistemi di entrare e uscire».
Si racconta anche che avesse potere sopra la natura: le piante che seminava germogliavano in anticipo e gli animali gli obbedivano. Uno degli episodi più conosciuti della sua vita è che faceva mangiare dallo stesso piatto un cane, un gatto e un topo in completa armonia - episodio poi ripreso nella sua iconografia.
Molti testimoniarono poi riguardo al fatto che avesse il dono delle guarigioni, anche di casi gravissimi. A volte si trattava di guarigioni istantanee, altre volte bastava anche solo la sua presenza perché il malato, dato ormai per moribondo, iniziasse un sorprendente e stabile processo di recupero. Normalmente i rimedi che prescriveva erano quelli indicati per il caso, però, in altre occasioni, quando non disponeva dei farmaci appropriati, ricorreva a mezzi inverosimili con uguale efficacia: con alcune bende e vino tiepido guarì un bambino che si era spezzato le gambe; appicando un pezzo di suola di scarpe al braccio di un calzolaio lo risanò da una grave infezione. «Io ti curo, Dio ti risana» era la frase che soleva dire per evitare dimostrazioni di venerazione verso la sua persona. 
Numerosi testimoni affermarono che, quando pregava con molta devozione, levitava e non vedeva né sentiva le altre persone. A volte il viceré stesso del Perù, che andava a chiedergli consiglio, doveva attendere parecchio tempo alla porta, in attesa che terminasse la sua estasi. Altro dono a lui attribuito è la preveggenza. Soleva presentarsi ai poveri o agli infermi portando loro determinate vivande, medicine od oggetti che non avevano richiesto ma che essi segretamente desideravano o dei quali avevano bisogno pur non avendolo detto. Si raccontò, tra l'altro, che Juana, sua sorella, dopo aver sottratto di nascosto una somma di denaro a suo marito si incontrò con Martino, il quale immediatamente richiamò la sua attenzione a ciò che aveva fatto. Inoltre gli si attribuì la facoltà di predire la propria vita e quella altrui, incluso il momento della morte.
Dai racconti dei suoi miracoli sembra di potersi ricavare che Martino non attribuiva loro un'importanza straordinaria e per spegnerne la fama era solito scherzarci sopra, con grazia e umiltà. Nella vita di san Martino, i miracoli parevano opere naturali. Si dice che in alcuni momenti della sua vita ebbe ad affrontare il diavolo, specialmente il giorno della sua morte, da cui il diavolo uscì sconfitto.

## Culto

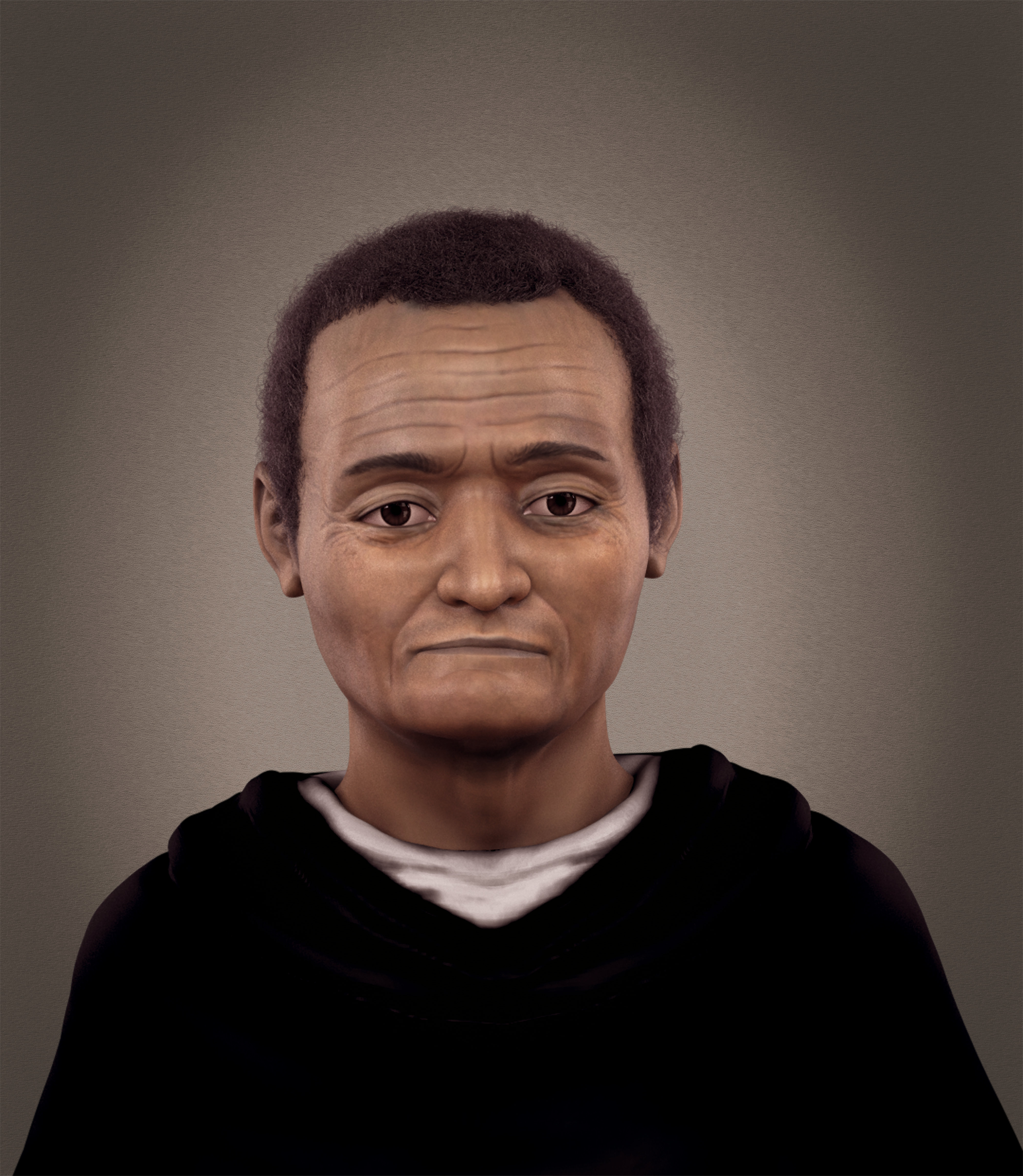
Ricostruzione facciale 3D di San Martino de Porres

Concluso il processo diocesano (1660-1664) e il processo apostolico (1679-1686), la causa di beatificazione si arenò a lungo ma nel 1837 fu proclamato beato da papa Gregorio XVI insieme al confratello e amico san Giovanni Macías (con il quale condivise doni mistici e l'impegno verso i poveri). Nel 1945 papa Pio XII lo nominò patrono di tutte le istituzioni sociali del Perù.
Fu infine proclamato santo da san Giovanni XXIII nel 1962, dopo che furono riconosciuti due miracoli recenti: la guarigione miracolosa di un'anziana gravemente malata ad Asunción (Paraguay) nel 1948 e di un bambino con una gamba sul punto di essere amputata per gangrena a Tenerife (Spagna) nel 1956.
Nell'omelia per la canonizzazione, celebrata in Vaticano davanti a una folla di 40.000 persone provenienti da tutto il mondo il 6 maggio 1962, papa Giovanni XXIII, che nutriva per lui un'autentica devozione, lo descrisse così:
Scusava gli errori degli altri; perdonava aspri insulti, persuaso di essere degno di pene maggiori per i suoi peccati; cercava con tutte le forze di portare sulla retta via i peccatori; assisteva premurosamente gli infermi; forniva vitto, vestiti e medicine ai deboli; prestava aiuto con tutte le sue forze ai contadini, ai neri e ai meticci che a quel tempo svolgevano i servizi più umili, così che fu popolarmente chiamato Martino della Carità. Bisogna anche tenere conto che in questo seguì cammini che possiamo certamente giudicare nuovi per quei tempi, e che possono essere considerati quasi precursori di questa nostra epoca.
Nel 1966 papa Paolo VI lo proclamò patrono dei barbieri e dei parrucchieri e, in Perù, della giustizia sociale. La memoria liturgica ricorre il 3 novembre.

## Curiosità
Nel famosissimo e controverso video musicale del singolo Like a Prayer, della cantautrice italo-statunitense Madonna, il santo che compare non è Gesù, come erroneamente creduto da molti, ma proprio S.Martino de Porres.